# Estación de Namur
La estación de Namur es una estación de tren belga situada en el centro de la ciudad de Namur, en la provincia de Namur, región Valona.
Pertenece a la línea  de S-Trein Charleroi.

## Historia

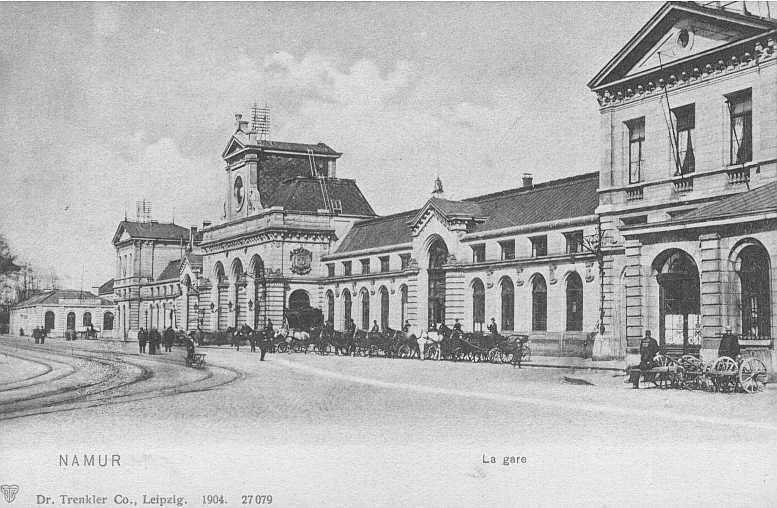
La estación en 1904.

## Red
- Lína 125 : Lieja - Namur
- Lína 130 : Namur - Charleroi
- Lína 154 : Namur - Dinant (- Givet)
- Lína 161 : Bruselas - Namur
- Lína 162 : Namur - Luxemburgo

## Líneas

### Internacional
- EuroCity
  - Iris : Bruselas Sur - Namur - Luxemburgo - Zúrich
  - Vauban : Bruselas Sur - Namur - Luxemburgo - Coira

### Nacional
- InterCity
  - IC 16 : Bruselas Sur - Gembloux - Namur - Ciney - Luxemburg
  - IC 17 : Aeropuerto de Bruselas - Gembloux - Namur - Jambes - Dinant
  - IC 18 : Bruselas Sur - Gembloux - Namur - Andenne - Liège-Palais
  - IC 19 : Lille-Flandes - Charleroi Sur - Namur - Huy - Herstal o Liège-Palais
  - IC 25 : Mons - Charleroi-Sur - Namur - Liège-Palais

- Local
  - L 01 : Lieja Guillemins - Namur
  - L 08 : Ottignies - Namur
  - L 11 : Namur - Jambes - Libramont
  - L 14 : Ottignies - Charleroi-Sur - Namur - Jambes
  - L 16 : Namur - Ciney